# Блакитний дракон (кінопремія)
Блакитний дракон (кор. 청룡영화상) — щорічна південнокорейська кінопремія.

## Історія
Премію заснувала 1963 року провідна південнокорейська газета Чосон Ільбо, її вручали з 1963 по 1973 рік, відновлена у 1990 році.

### Нагороди що вручають у наш час
- Найкращий фільм
- Найкращий режисер
- Найкраща головна чоловіча роль
- Найкраща головна жіноча роль
- Найкращий актор другого плану
- Найкраща акторка другого плану
- Найкращий новий режисер — вручають з 1965 року.
- Найкращий новий актор — вручають з 1967 року.
- Найкраща нова акторка — вручають з 1965 року.
- Найкращий сценарій
- Найкращий художник-постановник
- Найкраща музика в фільмі
- Технічна нагорода
- Популярна зірка
- Найпопулярніший фільм — вибір аудиторії — вручають з 1990 року.
- Найкращий короткометражний фільм — вручають з 2008 року.
- Найкращий кінематографіст та світло — вручають з 2014 року.
- Найкращий монтаж — вручають з 2014 року.

### Категорії що існували раніше
- Найкращий кінематографіст — вручали у 1963—1973 та 1990—2013 роках.
- Найкраще світло — вручали у 2005—2013 роках.
- Найкращий закордонний фільм — вручали у 1990—1995 роках.
- Найкраща дитина-актор — вручали у 1965—1972 роках.
- Найкращий новий сценарист — вручали у 1970 році.
- Найкращий новачок у технічній категорії — вручали у 1972 році.
- Найкраща оригінальна пісня — вручали у 1970—1973 роках.
- Нагорода заохочення — вручали у 1967, 1972 та 1973 роках.
- Нагорода від кінокритика Чон Йон Іля — вручали у 1994—2001 роках
- Конкурс сценаристів — проводився у 1997—1999 роках.
- Найкраща пара — вручали у 2005, 2006 та 2008 роках.
- Спеціальна нагорода всю кар'єру — вручали у 1971 році та з 1994 по 1997 роки.
- Спеціальна нагорода за досягнення — вручали у 1963, 1964, 1969, 1973, 1991, 1992 роках.
- Спеціальна посмертна нагорода — вручали у 1963, 2008 та 2009 роках.
- Головний приз — вручали у 1993—1994 роках.

## Найкращий фільм
| №  | Рік  | Фільм                                           | Режисер      |
| -- | ---- | ----------------------------------------------- | ------------ |
| 1  | 1963 | «Кровне родство»                                | Кім Су Йон   |
| 2  | 1964 | «Життя надлюдини»                               | Ю Хьон Мок   |
| 3  | 1965 | «Сумна історія працюючих дітей»                 | Кім Су Йон   |
| 4  | 1966 | «Ринок»                                         | Лі Ман Хі    |
| 5  | 1967 | «Полум'я в долині»                              | Кім Су Йон   |
| 6  | 1969 | «Нащадки Каїна»                                 | Ю Хьон Мок   |
| 7  | 1970 | «Старий гончар»                                 | Чхве Ха Вон  |
| 8  | 1971 | «Коли жінка розбиває свою коробку коштовностей» | Кім Су йон   |
| 9  | 1972 | «Устричне село»                                 | Чан Чін У    |
| 10 | 1973 | «Триденне царство»                              | Сін Сан Ок   |
| 11 | 1990 | «Чорна Республіка»                              | Пак Кван Су  |
| 12 | 1991 | «Пісня смерті»                                  | Кім Хо Сон   |
| 13 | 1992 | «Наш кручений герой»                            | Пак Чон Вон  |
| 14 | 1993 | «Со Пхьон Дже»                                  | Ім Квон Тхек |
| 15 | 1994 | «Гори Тхебек»                                   | Ім Квон Тхек |
| 16 | 1995 | «Єдина іскра»                                   | Пак Кван Су  |
| 17 | 1996 | «Фестиваль»                                     | Ім Квон Тхек |
| 18 | 1997 | «Зелена риба»                                   | Лі Чхан Дон  |
| 19 | 1998 | «Різдво у серпні»                               | Хо Чін Хо    |
| 20 | 1999 | «Ніде сховатися»                                | Лі Мьон Се   |
| 21 | 2000 | «Об'єднана зона безпеки»                        | Пак Чхан Ук  |
| 22 | 2001 | «Одного гарного весняного дня»                  | Хо Чін Хо    |
| 23 | 2002 | «Чі Хва Сон»                                    | Ім Квон Тхек |
| 24 | 2003 | «Весна, літо, осінь, зима... і знову весна»     | Кім Кі Дук   |
| 25 | 2004 | «Сільмідо»                                      | Кан Ву Сок   |
| 26 | 2005 | «Співчуття пані Помста»                         | Пак Чхан Ук  |
| 27 | 2006 | «Вторгнення динозавра»                          | Пон Чжун Хо  |
| 28 | 2007 | «Шоу має тривати»                               | Хан Чхе Рім  |
| 29 | 2008 | «Назавжди»                                      | Ім Сун Рє    |
| 30 | 2009 | «Мати»                                          | Пон Чжун Хо  |
| 31 | 2010 | «Таємне возз'єднання»                           | Чан Хун      |
| 32 | 2011 | «Недобросовісна торгівля»                       | Рю Син Ван   |
| 33 | 2012 | «П'єта»                                         | Кім Кі Дук   |
| 34 | 2013 | «Надія»                                         | Лі Чун Ік    |
| 35 | 2014 | «Адвокат»                                       | Ян У Сок     |
| 36 | 2015 | «Вбивство»                                      | Чхве Дон Хун |
| 37 | 2016 | «Інсайдер»                                      | У Мін Хо     |
| 38 | 2017 | «Таксист»                                       | Чан Хун      |
| 39 | 2018 | «1987: Коли настане день»                       | Чан Чун Хван |
| 40 | 2019 | «Паразити»                                      | Пон Чжун Хо  |
| 41 | 2020 | «Людина, що стоїть поруч»                       | У Мін Хо     |
| 42 | 2021 | «Втеча з Могадішо»                              | Рю Син Ван   |

## Найкращий режисер
| №  | Рік  | Режисер      | Робота                                         |
| -- | ---- | ------------ | ---------------------------------------------- |
| 1  | 1963 | Лі Ман Хі    | «Морські піхотинці, які ніколи не повернулися» |
| 2  | 1964 | Ю Хьон Мок   | «Життя надлюдини»                              |
| 3  | 1965 | Кім Су Йон   | «Сумна історія працюючих дітей»                |
| 4  | 1966 | Лі Ман Хі    | «Ринок»                                        |
| 5  | 1967 | Кім Су йон   | «Діти під прицілом»                            |
| 6  | 1969 | Ю Хьон Мок   | «Нащадки Каїна»                                |
| 7  | 1970 | Чхве Ха Вон  | «Старий гончар»                                |
| 8  | 1971 | Кім Кі Йон   | «Жінка в огні»                                 |
| 9  | 1972 | Кім Хьо Чхон | «Продавець худоби»                             |
| 10 | 1973 | Чан Чін У    | «Довге життя острова жаби»                     |
| 11 | 1990 | Чон Чі Йон   | «Намбугун»                                     |
| 12 | 1991 | Ім Квон Тхек | «Лети високо, тікай далеко»                    |
| 13 | 1992 | Пак Чон Вон  | «Наш кручений герой»                           |
| 14 | 1993 | Кім Ю Джін   | «Любов — це так!»                              |
| 15 | 1994 | Чан Сон У    | «Тобі від мене»                                |
| 16 | 1995 | Пак Кван Су  | «Єдина іскра»                                  |
| 17 | 1996 | Ім Квон Тхек | «Фестиваль»                                    |
| 18 | 1997 | Лі Чхан Дон  | «Зелена риба»                                  |
| 19 | 1998 | Хон Сан Су   | «Сила провінції Канвон»                        |
| 20 | 1999 | Кан Че Гю    | «Свірі»                                        |
| 21 | 2000 | Пак Чхан Ук  | «Об'єднана зона безпеки»                       |
| 22 | 2001 | Сон Хе Сон   | «Фейлан»                                       |
| 23 | 2002 | Ім Квон Тхек | «Чі Хва Сон»                                   |
| 24 | 2003 | Пак Чхан Ук  | «Олдбой»                                       |
| 25 | 2004 | Кан Ву Сок   | «Сільмідо»                                     |
| 26 | 2005 | Пак Чін Пхьо | «Ти моє сонечко»                               |
| 27 | 2006 | Кім Тхе Йон  | «Родинні зв'язки»                              |
| 28 | 2007 | Хо Чін Хо    | «Щастя»                                        |
| 29 | 2008 | Кім Чжі Ун   | «Хороший, поганий, довбанутий»                 |
| 30 | 2009 | Кім Йон Хва  | «Національна команда»                          |
| 31 | 2010 | Кан Ву Сок   | «Мох»                                          |
| 32 | 2011 | Рю Син Ван   | «Недобросовісна торгівля»                      |
| 33 | 2012 | Чон Чі Йон   | «Зламана стріла»                               |
| 34 | 2013 | Пон Джун Хо  | «Снігобур»                                     |
| 35 | 2014 | Кім Хан Мін  | «Битва за мьонрян»                             |
| 36 | 2015 | Рю Син Ван   | «Ветеран»                                      |
| 37 | 2016 | На Хон Джін  | «Крик»                                         |
| 38 | 2017 | Кім Хьон Сок | «Я можу говорити»                              |
| 39 | 2018 | Юн Чон Бін   | «Шпигун пішов Північ»                          |
| 40 | 2019 | Пон Джун Хо  | «Паразити»                                     |
| 41 | 2020 | Ім Де Хьон   | «Місячна зима»                                 |
| 42 | 2021 | Рю Син Ван   | «Втеча з Могадішо»                             |

## Найкраща головна чоловіча роль
| №  | Рік  | Актор        | Фільм                               |
| -- | ---- | ------------ | ----------------------------------- |
| 1  | 1963 | Кім Син Хо   | «Кровне родство»                    |
| 2  | 1964 | Кім Чін Кю   | «Життя надлюдини»                   |
| 3  | 1965 | Чхве Му Рьон | «Північ та південь»                 |
| 4  | 1966 | Сін Йон Кюн  | «Ринок»                             |
| 5  | 1967 | Кім Син Хо   | «Повні рибальські човни»            |
| 6  | 1969 | Сін Йон Кюн  | «Батько короля»                     |
| 7  | 1970 | Пак Но Сік   | «Людина переповнена помстою»        |
| 8  | 1971 | Чхве Му Рьон | «30 років лицем вниз»               |
| 9  | 1972 | Пак Но Сік   | «Продавець худоби»                  |
| 10 | 1973 | Сін Йон Кюн  | «Триденне царство»                  |
| 11 | 1990 | Ан Сон Кі    | «Намбугун»                          |
| 12 | 1991 | Ім Сан Мін   | «Пісня смерті»                      |
| 13 | 1992 | Мун Сон Кин  | «Дорога до іподрому»                |
| 14 | 1993 | Кім Мьон Гон | «Со Пхьон Дже»                      |
| 15 | 1994 | Мун Сон Кин  | «Тобі від мене»                     |
| 15 | 1994 | Пак Чун Хун  | «Правила гри»                       |
| 16 | 1995 | Чхве Мін Су  | «Терорист»                          |
| 17 | 1996 | Мун Сон Кин  | «Пелюстка»                          |
| 18 | 1997 | Хан Сок Кю   | «Зелена риба»                       |
| 19 | 1998 | Пак Сін Ян   | «Обіцянка»                          |
| 20 | 1999 | Лі Чон Че    | «Місто де сходить сонце»            |
| 21 | 2000 | Соль Кьон Гу | «М'ятні цукерки»                    |
| 22 | 2001 | Чхве Мін Сік | «Фейлан»                            |
| 23 | 2002 | Соль Кьон Гу | «Ворог суспільства»                 |
| 24 | 2003 | Чхве Мін Сік | Олдбой                              |
| 25 | 2004 | Чан Дон Гон  | «38 паралель»                       |
| 26 | 2005 | Хван Чон Мін | «Ти моє сонечко»                    |
| 27 | 2006 | Пак Чун Хун  | «Зірка радіо»                       |
| 27 | 2006 | Ан Сон Кі    | «Зірка радіо»                       |
| 28 | 2007 | Сон Кан Хо   | «Шоу має тривати»                   |
| 29 | 2008 | Кім Юн Сок   | «Переслідувач»                      |
| 30 | 2009 | Кім Мьон Мін | «Ближче до небес»                   |
| 31 | 2010 | Чон Че Йон   | «Мох»                               |
| 32 | 2011 | Пак Хе Іль   | «Війна стріл»                       |
| 33 | 2012 | Чхве Мін Сік | «Безіменний гангстер: Правила часу» |
| 34 | 2013 | Хван Чон Мін | «Новий світ»                        |
| 35 | 2014 | Сон Кан Хо   | «Адвокат»                           |
| 36 | 2015 | Ю А Ін       | «Садо»                              |
| 37 | 2016 | Лі Бьон Хон  | «Інсайдер»                          |
| 38 | 2017 | Сон Кан Хо   | «Водій таксі»                       |
| 39 | 2018 | Кім Юн Сок   | «1987: Коли настане день»           |
| 40 | 2019 | Чон У Сон    | «Невинний свідок»                   |
| 41 | 2020 | Ю А Ін       | «Голос мовчання»                    |
| 42 | 2021 | Соль Кьон Гу | «Книга про рибу»                    |

## Найкраща головна жіноча роль
| №  | Рік  | Акторка        | Фільм                         |
| -- | ---- | -------------- | ----------------------------- |
| 1  | 1963 | Хван Чон Син   | «Кровне родство»              |
| 2  | 1964 | Мун Чон Сук    | «Ніколи не озирайся»          |
| 3  | 1965 | Ом Ен Ран      | «Учень з красивими очами»     |
| 4  | 1966 | Мун Чон Сук    | «Ринок»                       |
| 5  | 1967 | Чу Чин Рьо     | «Полум'я в долині»            |
| 6  | 1969 | Нам Чон Ім     | «Банньо»                      |
| 7  | 1970 | Кім Чі Мі      | «Твоє ім'я — жінка»           |
| 8  | 1971 | Юн Йо Чон      | «Жінка в огні»                |
| 9  | 1972 | Юн Чон Хі      | «Устричне село»               |
| 10 | 1973 | Юн Чон Хі      | «Хьоньо Шим Чон»              |
| 11 | 1990 | Вон Мі Кьон    | «Тільки через те що ти жінка» |
| 12 | 1991 | Чан Мі Хі      | «Пісня смерті»                |
| 13 | 1992 | Кан Су Йон     | «Дорога до іподрому»          |
| 14 | 1993 | Кім Хє Су      | «Перше кохання»               |
| 15 | 1994 | Чхве Мьон Гіль | «Рожеве життя»                |
| 16 | 1995 | Кім Хє Су      | «Лікар Бон»                   |
| 16 | 1995 | Пан Ин Джин    | «301, 302»                    |
| 17 | 1996 | Сім Хє Джин    | «Пригоди місіс Пак»           |
| 18 | 1997 | Сін ин Кьон    | «Падіння»                     |
| 19 | 1998 | Сім Ин Хва     | «Різдво у серпні»             |
| 20 | 1999 | Чон До Йон     | «Гармонія в моїй пам'яті»     |
| 21 | 2000 | Лі Мі Йон      | «Риби»                        |
| 22 | 2001 | Чан Чін Йон    | Сорум                         |
| 23 | 2002 | Юнджин Кім     | «Жар»                         |
| 24 | 2003 | Чан Чін Йон    | «Одинокі люди»                |
| 25 | 2004 | Лі На Йон      | «Хтось особливий»             |
| 26 | 2005 | Лі Йон Е       | «Співчуття пані Помста»       |
| 27 | 2006 | Кім Хє Су      | «Тазза: Високі оберти»        |
| 28 | 2007 | Чон До Йон     | «Таємне сонце»                |
| 29 | 2008 | Сон Йо Джін    | «Моя дружина знов одружилася» |
| 30 | 2009 | Ха Чі Вон      | «Ближче до небес»             |
| 31 | 2010 | Юн Чон Хі      | «Поезія»                      |
| 31 | 2010 | Су Е           | «Midnight FM»                 |
| 32 | 2011 | Кім Ха Ниль    | «Сліпа»                       |
| 33 | 2012 | Ім Су Чон      | «Все про мою дружину»         |
| 34 | 2013 | Хан Хьо Джу    | «Холодними очима»             |
| 35 | 2014 | Чхон У Хі      | «Хан Кон Джу»                 |
| 36 | 2015 | Лі Чон Хьон    | «Аліса в щирій країні»        |
| 37 | 2016 | Кім Мін Хі     | «Служниця»                    |
| 38 | 2017 | На Мун Хі      | «Я можу говорити»             |
| 39 | 2018 | Хан Чі Мін     | «Міс Пек»                     |
| 40 | 2019 | Чо Йо Чон      | «Паразити»                    |
| 41 | 2020 | Ла Мі Ран      | «Чесний кандидат»             |
| 42 | 2021 | Мун Со Рі      | «Три сестри»                  |